# Kaas (adelsätt)
Kaas är namnet på flera danska uradliga ätter, varav två är besläktade och en obesläktad, som härstammar från Jylland. Ätten är först känd från 1292, med säte på Kås (även Kaas) gård i Lihme socken.

## Kaas (Leopardhuvud)
Ortnamnet Kås finns på flera ställen i Danmark och betyder en plats där man halar upp båtar. Sannolikt har släkten med leopardhuvud i sitt vapen inget samband med släkterna som bar sparre och mur i sina vapen. Jens Hviding, känd 1328 till 1406, innehade gods i Hviding och Grenå. De flesta medlemmarna var riddare och tillhörde högadeln.
Vapen
Blasonering: En sköld med ett leopardhuvud, alternativt tre. Tinkturer är okända.

## Kaas (Sparre)
Kaas med sparre i sitt vapen tog sitt namn efter godset Kås på Salling i Lihme socken. Niels Lændi Kaas är den först kände medlemmen belagd 1292 och var 1296 riddare. Han invigde 1300 ett altare i Ribe domkyrka. År 1307 beseglade han hertig  Kristofers förläning av södra Halland och före 1314 var död.
Mogens Kaas (Sparre), till Stövringgåd Kloster var länsherre för Halmstads län 1606–1613.
Ättens siste medlem på svärdssidan var ryttmästaren Christian Friderich Kaas, döpt 13 maj 1714 och död i Odense 9 apr 1799.
Vapen
Blasonering: En silversköld med en röd sparre.

## Kaas (Mur)
Thomes Jensen till Sostrup med mur i sitt vapen gifte sig med Jensdatter Kås tillhörande ätten Kaas med sparre i sitt vapen och fick efter en dom rätt att bära namnet Kaas. Han övertog godset Kås på Salling. Ätten är tidigast känd omkring 1300 med Johannes Reventlow (av Fyn).
Gravlev i Himmerland. Ätten hade även gods vid Limfjorden samt på Djursland och på Södra Fyn. Intill 1600-talet återfinns riddare och tre länsmän, vilket placerar dem i gränslandet mellan lokaladel och högadel.
Den nu levande grenen i Danmark utgör den sista generationen och likaså i Australien samt Ungern. I Norge finns det en talrik gren som bär namnet Munthe-Kaas.
Vapen
Blasonering: En ginstyckad sköld med från dexter en röd mur med tre toppar, med eller utan tegelstenar på en silverbotten.

### Munthe-Kaas
Den norska gren Munthe-Kaas härstammar från sergeanten Herman Kaas (1730–93). Hans son Ahasverus Kaas (1791–1859) var guldsmed i Kristiania och ansökte om tillstånd att byta namn till Munthe-Kaas 1848. Han härstammade dock inte själv från den norska Munthe-familjen. Den norska grenen är avlägsen släkt med den danska Kaas-familjen. Den sista gemensamma patriarkala förfadern till de två familjegrenarna var Erich Mogensen Kaas (ca 1500–1556). Den norska Kaas-familjen var mycket mindre framträdande än den danska och kom inte att äga några betydande markegendomar, eller uppnå en hög rang i Norge. Dess medlemmar var huvudsakligen lantbrukare och underbefäl i armen.